# Драјцш
Драјцш (њем. Dreitzsch) општина је у њемачкој савезној држави Тирингија. Једно је од 76 општинских средишта округа Зале-Орла. Према процјени из 2010. у општини је живјело 446 становника. Посједује регионалну шифру (AGS) 16075019.

## Географски и демографски подаци
Драјцш се налази у савезној држави Тирингија у округу Зале-Орла. Општина се налази на надморској висини од 310 метара. Површина општине износи 7,3 km². У самом мјесту је, према процјени из 2010. године, живјело 446 становника. Просјечна густина становништва износи 61 становника/km².